# 최윤아 (1985년)
최윤아(1985년 10월 24일 ~ )는 대한민국의 전 여자 농구 선수이자, 인천 신한은행 에스버드의 감독이다.
현역 시절에는 2004년부터 2017년까지 인천 신한은행 에스버드에서만 활동한 원 클럽 플레이어였다. 2017년부터 2019년까지 인천 신한은행 에스버드의 코치로 활동하다가, 2019년부터 부산 BNK 썸의 코치로 새롭게 선임되었다.

## 경력
- 2025년 ~ 현재 : 인천 신한은행 에스버드 (감독)
- 2025년 : 강원대학교 (감독)
- 2021년 ~ 2024년 : 대한민국 여자 농구 국가대표팀 (코치)
- 2019년 ~ 2021년 : 부산 BNK 썸 (수석 코치)
- 2017년 ~ 2019년 : 인천 신한은행 에스버드 (코치)
- 2011년 : 제24회 FIBA 아시아 여자 농구 선수권 국가대표
- 2008년 2월 : 2008년 하계 올림픽 여자 농구 국가대표
- 2007년 : 제22회 FIBA 아시아여자농구선수권대회 국가대표
- 2006년 : 세계 여자 농구 선수권 대회 국가대표
- 2006년 : 2006년 아시안 게임 여자 농구 국가대표
- 2005년 : 동아시아선수권대회 국가대표
- 2003년 ~ 2017년 : 인천 신한은행 에스버드

## 수상 내역
- 2013 KDB금융그룹 2012-2013 여자프로농구 BEST 5
- 2013 KDB금융그룹 2012-2013 여자프로농구 어시스트상
- 2012 신세계이마트 2011-2012 여자프로농구 자유투상
- 2012 신세계이마트 2011-2012 여자프로농구 BEST 5
- 2009 KB 국민은행 2008-2009 여자프로농구 정규리그 BEST 5
- 2009 KB 국민은행 2008-2009 여자프로농구 자유튜 부문 1위
- 2009 KB 국민은행 2008-2009 여자프로농구 정규리그 최우수선수상
- 2008 여자프로농구 4라운드 최우수선수상
- 2008 우리V카드 여자프로농구 정규리그 BEST 5
- 2005 겨울리그 우수후보상

## 학력
- 한남대학교 생활체육학과 학사
- 대전여자상업고등학교
- 대전중앙여자중학교
- 서대전초등학교